# بربارة غيليان بريغز
بربارة غيليان بريغز مواليد 1934 (بالإنجليزية: Barbara Gillian Briggs)‏ هي عالمة نبات أسترالية.